# Piera, Cortinas i Cia
Piera, Cortinas i Cia (1893 - 1900) fou una empresa creada per l'explotació de pedreres i la construcció d'edificis i d'infraestructures a partir de la producció de les seves pedreres de Montjuïc, i seria la base per a la constitució l'any 1900 de Foment d'Obres i Construccions SA, que amb el temps es convertiria en una de les més importants empreses catalanes.

## Constitució
Fou constituïda el 18 de març de 1893 amb el nom de Sociedad Mercantil Colectiva Piera, Cortinas y Compañía pels socis Salvador Piera i Jané, Narcís Cortina i Batllorí i Josep Torras i Ferran. L'empresa es va crear per explotar la pedra que s'extreia de les pedreres i la seva manipulació. Una de les famílies que constituïren la companyia foren els Piera, una família de picapedrers de l'antic poble de Sants que explotaven pedreres a la muntanya de Montjuïc (Barcelona). Alguns dels seus membres Antoni Piera i Mas, Antoni Piera i Sagués, i els germans Josep, Antoni, i Salvador Piera i Jané tindran un paper important en el desenvolupament de l'empresa, i després en la constitució i expansió a partir de l'any 1900 de Foment d'Obres i Construccions SA. Ja avançat el segle xx, també altres descendents serien als llocs directius i al consell d'administració com Antoni Piera i Capará, Josep Piera i Salvadó, i Antoni Piera i Masllorens entre d'altres.

## Trajectòria
Un dels negocis de l'empresa era la venda de la pedra a altres picapedrers perquè la tractaren, i l'altre la realització de projectes d'empedrat de vies, carreteres i carrers prèvia adjudicació de les subhastes municipals. Per exemple, el gener de 1899 es va adjudicar el concurs d'empedrat de la Plaça d'Antonio López, en aquell moment en construcció o la del carrer de Sant Llorenç a la població de Sant Andreu del Palomar. Una altra línia de negoci era la construcció d'edificis i infraestructures públiques com la construcció d'una de les naus de l'escorxador l'any 1896 municipal.
Els socis de Piera, Cortina i Cia aportaren a l'empresa les concessions de pedreres de què disposaven a Montjuïc, i acceleraren l'adquisició de finques per la mateixa zona amb sols susceptibles d'explotació de pedreres. Aquest procés d'adquisició el continuà el Foment d'Obres i Construccions, fundada set anys més tard, comprant les pedreres que després anava explotant. De fet l'any 1904 FOCSA disposava en propietat de 64,50 Ha. en el sector ponent i migdia de la muntanya de Montjuïc. I el 1924 ja disposava de sis-cents mil metres quadrats (des del carrer de les Corts (Gran Via) fins al terreny del cementiri del Sud-oest), amb diverses pedreres de roca sorrenca i grans edificis de quadres, tallers, cotxeres, magatzems, bòbila de totxos, amb una maquinària perfeccionada, amb una capacitat de producció de prop de 15.000 totxos diaris, amb la façana a la Gran Via i a la carretera del Port.
El 1947, FOCSA va constituir Foment de Pedres i Marbres SA (FOPIMA]), una altra empresa participada la qual s'incorporà l'empresa de picapedrers BAU, que tenia com a objectiu principal l'explotació de les pedreres. L'empresa tenia dues seccions: la secció de la pedra i la secció de mabre. El gerent era un membre de la família Piera, Antoni Piera i Mas, i van arribar a treballar més de 150 picapedrers amb maquinària i mitjans moderns.

## Dissolució
Piera, Cortina i Cia quedà dissolta de fet el 3 de juliol de 1900, dia en què es creà l'empresa Foment d'Obres i Construccions S.A.. El consell d'administració de la companyia continuadora era format pel president, Agustí Viñamata i Vilaseca; director-gerent, Salvador Piera i Jané; consellers, Antoni Piera i Jané, Narcís Cortina i Batllorí, Josep Torres i Ferran, Josep Piera i Jané, Josep Ferrer i Bernadas, Joan Mas i Calmet, Ricard Ramos i Cordero, i Guillem Puig i Boada. La família Piera hi va aportar les pedreres de la muntanya de Montjuïc, i part del capital el varen aportar la Banca Mas Sardà i la Banca Soler i Torra. Foment d'Obres i Construccions S.A. amb el pas del temps serà una de les empreses catalanes més importants.